# Cascades Kabwelume
Les cascades Kabweluma són unes cascades del riu Kalungwishi, a la Província del Nord de Zàmbia. Les cascades es troben a uns 6 km de les cascades Lumangwe.
Quan baixen amb el volum màxim d'aigua (abril / maig), un mes després de l'estació humida, les cascades fan un espectacular semicercle amb la caiguda d'aigua. Hi ha plans per construir una central hidroelèctrica en aquesta cascada.